# Motomondiale 1972
La stagione 1972 è stata la ventiquattresima del Motomondiale; in totale vennero disputate tredici prove, tra le altre gare, ritornarono i Gran Premi di Francia e di Jugoslavia, mentre il GP dell'Ulster venne annullato a seguito degli eventi del Bloody Sunday. Il GP delle Nazioni venne invece spostato da settembre a maggio, e ritornò dopo tre anni ad Imola.

## Il contesto
Nessuna modifica regolamentare venne introdotta, fu peraltro l'anno in cui apparvero le prime sponsorizzazioni da parte delle aziende del tabacco.
Settimo titolo consecutivo in 500 per Giacomo Agostini, vinto con estrema facilità (su 13 gare ne vinse 11, ad Abbazia si ritirò, mentre al Montjuïc le MV non corsero, dando alla Yamaha la sua prima vittoria nella classe regina) davanti al compagno di squadra Alberto Pagani. Più sudata la vittoria in 350, ottenuta dopo una dura lotta con Jarno Saarinen. Il finlandese conquistò il titolo della 250 battendo Rodney Gould e Renzo Pasolini, che portava al debutto la nuova Aermacchi Harley-Davidson bicilindrica due tempi.
Nella 125 Ángel Nieto ebbe ragione di una numerosa concorrenza (Kent Andersson, Chas Mortimer, Börje Jansson). In 50 si rivide il copione già visto nel 1968 in 250, con Nieto e il campione uscente Jan de Vries appaiati in testa alla classifica, con lo stesso numero di vittorie e di secondi posti. Anche in questo caso si ricorse alla somma dei tempi, e l'alfiere della Derbi la spuntò per soli 21 secondi. La Casa di Barcellona decise di ritirarsi al termine della stagione. Nei sidecar, quarto titolo per Klaus Enders, sempre in coppia con Ralf Engelhardt, su un mezzo a telaio Busch e motore BMW: Enders (assente da un anno dai circuiti) eguagliò il record di titoli di Eric Oliver e Max Deubel.
Il Tourist Trophy fu il teatro di un'altra tragica morte, quella di Gilberto Parlotti nella gara delle 125. Il collega e amico Giacomo Agostini accusò esplicitamente la FIM di non tenere in sufficiente considerazione la sicurezza dei piloti e dichiarò la sua astensione per il futuro dalla gara nell'Isola di Man, segnando l'inizio del boicottaggio che porterà all'esclusione del "TT" dal Mondiale, a partire dalla stagione 1977.
Tra le curiosità dell'annata si può anche citare il fatto che, per la prima volta dalla sua istituzione, tra i piloti iridati non vi fu nessun britannico.

## Il calendario
| Data Resoconto         | Gran Premio (Circuito)                | Vincitori    | Vincitori         | Vincitori      | Vincitori        | Vincitori        | Vincitori                                |
| Data Resoconto         | Gran Premio (Circuito)                | classe 50    | classe 125        | classe 250     | classe 350       | classe 500       | sidecar                                  |
| 29 aprile Resoconto    | GP della Germania Ovest (Nürburgring) | Jan de Vries | Gilberto Parlotti | Hideo Kanaya   | Jarno Saarinen   | Giacomo Agostini | Siegfried Schauzu Wolfgang Kalauch       |
| 7 maggio Resoconto     | GP di Francia (Clermont-Ferrand)      |              | Gilberto Parlotti | Phil Read      | Jarno Saarinen   | Giacomo Agostini | Heinz Luthringshauser Hans-Jürgen Cusnik |
| 14 maggio Resoconto    | GP d'Austria (Salisburgo)             |              | Ángel Nieto       | Börje Jansson  | Giacomo Agostini | Giacomo Agostini | Klaus Enders Ralf Engelhardt             |
| 21 maggio Resoconto    | GP delle Nazioni (Imola)              | Jan de Vries | Ángel Nieto       | Renzo Pasolini | Giacomo Agostini | Giacomo Agostini |                                          |
| 8 giugno Resoconto     | Tourist Trophy (Mountain Circuit)     |              | Chas Mortimer     | Phil Read      | Giacomo Agostini | Giacomo Agostini | Siegfried Schauzu Wolfgang Kalauch       |
| 18 giugno Resoconto    | GP di Jugoslavia (Abbazia)            | Jan Bruins   | Kent Andersson    | Renzo Pasolini | János Drapál     | Alberto Pagani   |                                          |
| 24 giugno Resoconto    | GP d'Olanda (Assen)                   | Ángel Nieto  | Ángel Nieto       | Rodney Gould   | Giacomo Agostini | Giacomo Agostini | Klaus Enders Ralf Engelhardt             |
| 2 luglio Resoconto     | GP del Belgio (Spa)                   | Ángel Nieto  | Ángel Nieto       | Jarno Saarinen |                  | Giacomo Agostini | Klaus Enders Ralf Engelhardt             |
| 9 luglio Resoconto     | GP della Germania Est (Sachsenring)   | Theo Timmer  | Börje Jansson     | Jarno Saarinen | Phil Read        | Giacomo Agostini |                                          |
| 16 luglio Resoconto    | GP di Cecoslovacchia (Brno)           |              | Börje Jansson     | Jarno Saarinen | Jarno Saarinen   | Giacomo Agostini | Klaus Enders Ralf Engelhardt             |
| 22 luglio Resoconto    | GP di Svezia (Anderstorp)             | Jan de Vries | Ángel Nieto       | Rodney Gould   | Giacomo Agostini | Giacomo Agostini |                                          |
| 30 luglio Resoconto    | GP di Finlandia (Imatra)              |              | Kent Andersson    | Jarno Saarinen | Giacomo Agostini | Giacomo Agostini | Chris Vincent Michael Casey              |
| 23 settembre Resoconto | GP di Spagna (Montjuïc)               | Ángel Nieto  | Kent Andersson    | Renzo Pasolini | Bruno Kneubühler | Chas Mortimer    |                                          |

## Sistema di punteggio e legenda
| Pos.  | 1  | 2  | 3  | 4 | 5 | 6 | 7 | 8 | 9 | 10 | 11> |
| ----- | -- | -- | -- | - | - | - | - | - | - | -- | --- |
| Punti | 15 | 12 | 10 | 8 | 6 | 5 | 4 | 3 | 2 | 1  | 0   |

## Le classi

### Classe 500
Per la settima volta consecutiva i titoli piloti e costruttori furono dell'accoppiata Giacomo Agostini e MV Agusta che ottennero 11 vittorie sulle 13 gare in calendario.
In questa circostanza anche il secondo classificato, Alberto Pagani era equipaggiato dalla stessa moto e ottenne, oltre che vari piazzamenti sul podio, la vittoria in occasione del Gran Premio motociclistico di Jugoslavia. L'ultima vittoria fu di Chas Mortimer su Yamaha, casa motociclistica all'esordio in questa classe (giunto sesto nella classifica generale).
Anche in questa stagione si è ripetuto il caso di prove in cui non vennero assegnati tutti i punti disponibili non avendo tagliato il traguardo un numero di piloti sufficiente: fu questo il caso ad esempio del Gran Premio motociclistico delle Nazioni.

Classifica piloti (prime 5 posizioni)
| Pos. | Pilota           | Moto      |    |   |   |     |   |     |     |   |   |   |   |     |     | P.ti      |
| ---- | ---------------- | --------- | -- | - | - | --- | - | --- | --- | - | - | - | - | --- | --- | --------- |
| 1    | Giacomo Agostini | MV Agusta | 1  | 1 | 1 | 1   | 1 | Rit | 1   | 1 | 1 | 1 | 1 | 1   |     | 105 (165) |
| 2    | Alberto Pagani   | MV Agusta | 2  |   |   | 2   | 2 | 1   | 2   | 2 |   |   |   | 2   |     | 87        |
| 3    | Bruno Kneubühler | Yamaha    | 11 | 4 | 8 | 5   |   | Rit | 3   |   | 4 | 3 | 7 | Rit | 4   | 54 (57)   |
| 4    | Rodney Gould     | Yamaha    |    |   |   |     |   |     |     | 3 | 2 | 4 | 2 | 3   |     | 52        |
| 5    | Bosse Granath    | Husqvarna | 6  | 6 | 3 | Rit |   | 5   | Rit | 5 | 6 | 7 | 3 | 12  | Rit | 47 (51)   |
| Pos. | Pilota           | Moto      |    |   |   |     |   |     |     |   |   |   |   |     |     | P.ti      |

| Legenda                                                                        | 1º posto        | 2º posto        | 3º posto | A punti      | Senza punti        | Grassetto=Pole position Corsivo=Giro più veloce |
| Legenda                                                                        | Gara non valida | Non qualificato | Ritirato | Squalificato | "-" Dato non disp. | Grassetto=Pole position Corsivo=Giro più veloce |
| Fonte dei dati: motogp.com, racingmemo.free.fr, autosport.com, jumpingjack.nl. |                 |                 |          |              |                    |                                                 |

### Classe 350
In questa classe quello di Giacomo Agostini fu il quinto titolo consecutivo, ottenuto dopo una lotta più vivace di quella della categoria superiore: venne validamente contrastato da Jarno Saarinen su Yamaha che ottenne 3 successi nelle singole prove (contro le 6 di Agostini). Al terzo posto, per quanto senza vittorie, giunse Renzo Pasolini su Aermacchi che ottenne peraltro 8 piazzamenti sul podio nelle 12 gare.
Nella stagione si iscrissero nell'albo d'oro dei vincitori di gran premio anche János Drapál e Bruno Kneubühler su Yamaha nonché Phil Read su MV Agusta.
Classifica piloti (prime 5 posizioni)
| Pos. | Pilota           | Moto      |   |   |   |   |     |     |   |    |     |     |   |     |   | P.ti      |
| ---- | ---------------- | --------- | - | - | - | - | --- | --- | - | -- | --- | --- | - | --- | - | --------- |
| 1    | Giacomo Agostini | MV Agusta | 2 | 4 | 1 | 1 | 1   | Rit | 1 | NE | Rit | Rit | 1 | 1   |   | 102 (110) |
| 2    | Jarno Saarinen   | Yamaha    | 1 | 1 | 4 | 3 |     | Rit | 2 | NE | Rit | 1   | 3 | 2   |   | 89 (97)   |
| 3    | Renzo Pasolini   | Aermacchi | 5 | 3 | 3 | 2 |     | Rit | 3 | NE | 2   | 2   | 4 | 3   | 2 | 78 (102)  |
| 4    | Dieter Braun     | Yamaha    | - | 6 | - | 8 |     | 2   | 4 | NE | 3   | 3   | 5 | -   | - | 54        |
| 5    | Phil Read        | MV Agusta |   |   |   | 4 | Rit | 3   | 5 | NE | 1   | Rit | 2 | Rit |   | 51        |
| Pos. | Pilota           | Moto      |   |   |   |   |     |     |   |    |     |     |   |     |   | P.ti      |

| Legenda                                                                        | 1º posto        | 2º posto        | 3º posto | A punti      | Senza punti        | Grassetto=Pole position Corsivo=Giro più veloce |
| Legenda                                                                        | Gara non valida | Non qualificato | Ritirato | Squalificato | "-" Dato non disp. | Grassetto=Pole position Corsivo=Giro più veloce |
| Fonte dei dati: motogp.com, racingmemo.free.fr, autosport.com, jumpingjack.nl. |                 |                 |          |              |                    |                                                 |

### Classe 250
Il secondo e il terzo classificato della 350 occuparono invece la prima e la seconda posizione nella quarto di litro: il titolo fu di Jarno Saarinen su Yamaha davanti a Renzo Pasolini su Aermacchi. Il pilota finlandese, approfittando del contemporaneo ritiro dei suoi due maggiori antagonisti, riuscì a festeggiare il titolo proprio davanti al pubblico di casa, in occasione del Gran Premio motociclistico di Finlandia.
Al terzo posto giunse invece Rodney Gould su Yamaha.
Classifica piloti (prime 5 posizioni)
| Pos. | Pilota           | Moto      |   |   |     |     |   |     |   |     |     |   |   |     |   | P.ti     |
| ---- | ---------------- | --------- | - | - | --- | --- | - | --- | - | --- | --- | - | - | --- | - | -------- |
| 1    | Jarno Saarinen   | Yamaha    | 3 | 4 | 2   | 3   |   | Rit | 3 | 1   | 1   | 1 | 2 | 1   |   | 94 (122) |
| 2    | Renzo Pasolini   | Aermacchi | - | 2 | Rit | 1   |   | 1   | 2 | Rit | 2   | 2 | 3 | Rit | 1 | 93 (103) |
| 3    | Rodney Gould     | Yamaha    | 6 | - | Rit | 2   | 2 | 2   | 1 | 2   | 3   | 4 | 1 | Rit |   | 88 (101) |
| 4    | Phil Read        | Yamaha    |   | 1 |     | Rit | 1 | -   | 4 | 3   | Rit | 3 | - | -   | - | 58       |
| 5    | Teuvo Länsivuori | Yamaha    | 9 | 6 | 7   | 4   |   | -   | 8 | 8   | -   | 8 | 5 | 4   | 2 | 46 (54)  |
| Pos. | Pilota           | Moto      |   |   |     |     |   |     |   |     |     |   |   |     |   | P.ti     |

| Legenda                                                                        | 1º posto        | 2º posto        | 3º posto | A punti      | Senza punti        | Grassetto=Pole position Corsivo=Giro più veloce |
| Legenda                                                                        | Gara non valida | Non qualificato | Ritirato | Squalificato | "-" Dato non disp. | Grassetto=Pole position Corsivo=Giro più veloce |
| Fonte dei dati: motogp.com, racingmemo.free.fr, autosport.com, jumpingjack.nl. |                 |                 |          |              |                    |                                                 |

### Classe 125
In classe 125 il detentore del titolo dell'anno precedente riuscì a mantenere il titolo: Ángel Nieto su Derbi ottenne 5 vittorie parziali, sopravanzando l'accoppiata di piloti Yamaha Kent Andersson e Chas Mortimer.
Classifica piloti (prime 5 posizioni)
| Pos. | Pilota            | Moto       |   |     |   |   |   |     |     |   |     |     |   |     |   | P.ti     |
| ---- | ----------------- | ---------- | - | --- | - | - | - | --- | --- | - | --- | --- | - | --- | - | -------- |
| 1    | Ángel Nieto       | Derbi      |   | Rit | 1 | 1 |   | Rit | 1   | 1 | Rit | Rit | 1 | 2   | 3 | 97       |
| 2    | Kent Andersson    | Yamaha     | 5 | -   | 3 | - |   | 1   | Rit | 3 | 3   | 3   | 2 | 1   | 1 | 87 (103) |
| 3    | Chas Mortimer     | Yamaha     | 2 | 2   | - | 2 | 1 | 2   | -   | 2 | 2   | 2   | 3 | Rit | 2 | 87 (121) |
| 4    | Börje Jansson     | Maico      | 3 | 3   | 4 | 4 |   |     | 2   | 4 | 1   | 1   | 4 | Rit | 5 | 78 (100) |
| 5    | Gilberto Parlotti | Morbidelli | 1 | 1   | 2 | 3 | † |     |     |   |     |     |   |     |   | 52       |
| Pos. | Pilota            | Moto       |   |     |   |   |   |     |     |   |     |     |   |     |   | P.ti     |

| Legenda                                                                        | 1º posto        | 2º posto        | 3º posto | A punti      | Senza punti        | Grassetto=Pole position Corsivo=Giro più veloce |
| Legenda                                                                        | Gara non valida | Non qualificato | Ritirato | Squalificato | "-" Dato non disp. | Grassetto=Pole position Corsivo=Giro più veloce |
| Fonte dei dati: motogp.com, racingmemo.free.fr, autosport.com, jumpingjack.nl. |                 |                 |          |              |                    |                                                 |

### Classe 50
Come già avvenuto con Giacomo Agostini nelle due categorie superiori, anche ad Ángel Nieto riuscì l'accoppiata di titoli, aggiudicandosi, dopo quello della classe 125 anche l'alloro nella classe di minor cilindrata del mondiale, riappropriandosi anche del titolo che già era stato suo nel motomondiale 1970.
Con gli stessi punti ma classificato al secondo posto dopo la decisione della FIM e il conteggio dei tempi, giunse proprio il campione del mondo in carica Jan de Vries su Kreidler; più distanziato, al terzo posto, un altro pilota olandese Theo Timmer su Jamathi.
Classifica piloti (prime 5 posizioni)
| Pos. | Pilota            | Moto     |   |    |    |   |    |     |   |   |     |    |     |    |   | P.ti    |
| ---- | ----------------- | -------- | - | -- | -- | - | -- | --- | - | - | --- | -- | --- | -- | - | ------- |
| 1    | Ángel Nieto       | Derbi    | 2 | NE | NE | 2 | NE | 2   | 1 | 1 | Rit | NE | Rit | NE | 1 | 69 (81) |
| 2    | Jan de Vries      | Kreidler | 1 | NE | NE | 1 | NE | Rit | 2 | 2 | Rit | NE | 1   | NE | 2 | 69 (81) |
| 3    | Theo Timmer       | Jamathi  | - | NE | NE | - | NE | -   | 4 | 3 | 1   | NE | 2   | NE | 6 | 50      |
| 4    | Jan Bruins        | Kreidler | 6 | NE | NE | - | NE | 1   | - | 6 | -   | NE | 4   | NE | 5 | 39      |
| 5    | Otello Buscherini | Malanca  | - | NE | NE | 4 | NE | 3   | - | - | 3   | NE | -   | NE | 7 | 32      |
| Pos. | Pilota            | Moto     |   |    |    |   |    |     |   |   |     |    |     |    |   | P.ti    |

| Legenda                                                                        | 1º posto        | 2º posto        | 3º posto | A punti      | Senza punti        | Grassetto=Pole position Corsivo=Giro più veloce |
| Legenda                                                                        | Gara non valida | Non qualificato | Ritirato | Squalificato | "-" Dato non disp. | Grassetto=Pole position Corsivo=Giro più veloce |
| Fonte dei dati: motogp.com, racingmemo.free.fr, autosport.com, jumpingjack.nl. |                 |                 |          |              |                    |                                                 |

### Classe sidecar
Dopo quello che anziché un ritiro definitivo come annunciato, si rivelò come un anno sabbatico, Klaus Enders riottenne il titolo della categoria sidecar che era stato suo due anni prima.
Classifica equipaggi (prime 5 posizioni)
| Pos. | Pilota                              | Moto      |   |     |     |    |     |    |     |   |    |     |    |   |    | P.ti    |
| ---- | ----------------------------------- | --------- | - | --- | --- | -- | --- | -- | --- | - | -- | --- | -- | - | -- | ------- |
| 1    | Klaus Enders/Ralf Engelhardt        | Busch-BMW |   |     | 1   | NE | Rit | NE | 1   | 1 | NE | 1   | NE | 2 | NE | 72      |
| 2    | Luthringshauser /Hans-Jürgen Cusnik | BMW       | 2 | 1   | 2   | NE | 2   | NE | Rit | 2 | NE | Rit | NE |   | NE | 63      |
| 3    | Siegfried Schauzu/Wolfgang Kalauch  | BMW       | 1 | 2   | Rit | NE | 1   | NE | 3   | 3 | NE | 4   | NE | 3 | NE | 62 (80) |
| 4    | Chris Vincent/Michael Casey         | Münch-URS | - | Rit | Rit | NE | Rit | NE | 2   | 4 | NE | 2   | NE | 1 | NE | 47      |
| 5    | Richard Wegener/Adi Heinrichs       | BMW       | 3 | 3   | -   | NE | -   | NE | 4   | - | NE | 3   | NE | 4 | NE | 46      |
| Pos. | Pilota                              | Moto      |   |     |     |    |     |    |     |   |    |     |    |   |    | P.ti    |

| Legenda                                                                        | 1º posto        | 2º posto        | 3º posto | A punti      | Senza punti        | Grassetto=Pole position Corsivo=Giro più veloce |
| Legenda                                                                        | Gara non valida | Non qualificato | Ritirato | Squalificato | "-" Dato non disp. | Grassetto=Pole position Corsivo=Giro più veloce |
| Fonte dei dati: motogp.com, racingmemo.free.fr, autosport.com, jumpingjack.nl. |                 |                 |          |              |                    |                                                 |